# Georges-Hippolyte Le Comte Dupré
Pour les articles homonymes, voir Dupré.
 (avril 2025).
La mise en forme du texte ne suit pas les recommandations de Wikipédia : il faut le « wikifier ».
Les points d'amélioration suivants sont les cas les plus fréquents :
- Les titres sont pré-formatés par le logiciel. Ils ne sont ni en capitales, ni en gras.
- Le texte ne doit pas être écrit en capitales (les noms de famille non plus), ni en gras, ni en italique, ni en « petit »…
- Le gras n'est utilisé que pour surligner le titre de l'article dans l'introduction, une seule fois.
- L'italique est rarement utilisé : mots en langue étrangère, titres d'œuvres, noms de bateaux, etc.
- Les citations ne sont pas en italique mais en corps de texte normal. Elles sont entourées par des guillemets français : « et ».
- Les listes à puces sont à éviter, des paragraphes rédigés étant largement préférés. Les tableaux sont à réserver à la présentation de données structurées (résultats, etc.).
- Les appels de note de bas de page (petits chiffres en exposant, introduits par l'outil «  Source ») sont à placer entre la fin de phrase et le point final[comme ça].
- Les liens internes (vers d'autres articles de Wikipédia) sont à choisir avec parcimonie. Créez des liens vers des articles approfondissant le sujet. Les termes génériques sans rapport avec le sujet sont à éviter, ainsi que les répétitions de liens vers un même terme.
- Les liens externes sont à placer uniquement dans une section « Liens externes », à la fin de l'article. Ces liens sont à choisir avec parcimonie suivant les règles définies. Si un lien sert de source à l'article, son insertion dans le texte est à faire par les notes de bas de page.
- La présentation des références doit suivre les conventions bibliographiques. Il est recommandé d'utiliser les modèles {{Ouvrage}}, {{Chapitre}}, {{Article}}, {{Lien web}} et/ou {{Bibliographie}}. Le mode d'édition visuel peut mettre en forme automatiquement les références.
- Insérer une infobox (cadre d'informations à droite) n'est pas obligatoire pour parachever la mise en page.

Pour une aide détaillée, merci de consulter Aide:Wikification.
Si vous pensez que ces points ont été résolus, vous pouvez retirer ce bandeau et améliorer la mise en forme d'un autre article.
Georges-Hippolyte Le Comte Dupré (1738-1797) est un homme politique canadien. Il était le député de Huntingdon de 1792 à 1796 à la chambre d'assemblée du Bas-Canada. Il appuya tantôt le parti canadien, tantôt le Parti bureaucrate.

## Son mariage avec Marie Charlotte Lyenard de Beaujeu
(Nous avons ici un double mariage : les deux sœurs Beaujeu se marient.  Le début du texte est très difficile à lire.)
M. J.(ean) fr(ançois) Charly et M.(arie) Louise Beaujeu et Georges Lecompte Dupré et Marie Charlot (sic) Beaujeu.
"... ; Et de présent Georges Lecompte Dupré âgé de vingt-six ans fils du Sr Jean-Baptiste Lecompte Dupré négociant de cette ville et de damoiselle Hervieux Ses père et mère de cette paroisse d'une part ; et d'aussi présente damoiselle Marie Charlotte Lyenard de Beaujeu âgée de vingt-deux ans fille de feu Daniel Lyenard Ecuyer Sr de Beaujeu capitaine d'infanterie et de dame Elisabeth Foucault Ses père et mère de la paroisse de la ville de Québec d'autre part, Les ai marié selon les règles et coutumes observées en la Ste Église en présence de la mère des deux épouses, de ms (messire) foucault ancien et (... ?) conseiller du Conseil supérieur de Québec, de Pierre Legardeur Ecuyer Sr de Repentigny, chevalier de St-Louis capitaine dans les troupes de : ...... ? T. C. , Louis Charly de St-Ange négociant de cette ville, Pierre Desauniers et de dame Marie Anne Verchères Son épouse, Jean-Baptiste Dionne (?) négociant, Luc Chapt Ecuyer Sr De La Corne, chevalier de l'ordre Royal et militaire de saint-Louis, Capitaine dans les troupes de la marine de Scel (Son Excellence ?) : T. C. et de plusieurs autres parents et amis soussignés."
Beaujeu Charly beaujeu St George St.George Dupré foucault de Beaujeu Charly Foucault Fl Ange Charly Ll Ste Dupré Lévis (?)
Susane St Ange josette Dupré Brouagne Dupré Ly pentuis (?) Verchère Desaunier Lacorne Ptre (?) Charly Jacques Hervieux Antoine Dupré
Jollivet vic(aire).